# Capeta (genre)
Pour l’article homonyme, voir Capeta.
Genre
Capeta est un genre d'araignées aranéomorphes de la famille des Salticidae.

## Distribution
Les espèces de ce genre sont endémiques du Brésil.

## Liste des espèces
Selon World Spider Catalog (version 18.0, 17/03/2017) :
- Capeta cachimbo Ruiz & Brescovit, 2006
- Capeta tridens Ruiz & Brescovit, 2005

## Publication originale
- Ruiz & Brescovit, 2005 : Three new genera of jumping spider from Brazil (Araneae, Salticidae). Revista Brasileira de Zoologia, vol. 22, no 3, p. 687-695 (texte intégral).